# 恋はハイ・タッチ-ハイ・テック
「恋はハイ・タッチ-ハイ・テック」（こいはハイタッチ・ハイテック）は、1984年3月5日に発売されたEPOの6枚目のシングル。発売元はDear heart / MIDI。

## 概要
A面B面ともにアルバム『HI・TOUCH-HI・TECH』からのシングルカット。A面曲「恋はハイ・タッチ-ハイ・テック」はキャッチーなテクノポップによる楽曲。B面曲「くちびるヌード・咲かせます」は高見知佳に提供したシングル曲「くちびるヌード」のセルフカバーで、オリエンタルな曲調が印象的なナンバー。

## 収録曲
| 全作詞・作曲: EPO、全編曲: 清水信之。 |                                   |      |            |      |
| #                                     | タイトル                          | 作詞 | 作曲・編曲 | 時間 |
| 1.                                    | 「恋はハイ・タッチ-ハイ・テック」 | EPO  | EPO        | 3:59 |
| 2.                                    | 「くちびるヌード・咲かせます」    | EPO  | EPO        | 3:51 |
| 合計時間:                             | 合計時間:                         | 7:50 |            |      |

## リリース日一覧
| 地域 | リリース日   | レーベル          | 規格               | 規格品番 | 備考 |
| ---- | ------------ | ----------------- | ------------------ | -------- | ---- |
| 日本 | 1984年3月5日 | Dear heart / MIDI | 7"シングルレコード | RAS-518  |      |

## 参考資料
- オリコン『SINGLE CHART-BOOK COMPLETE EDITION 1968-2005』オリコン・マーケティング・プロモーション、2006年4月。ISBN 9784871310765。